# Тшечевец
Тшечевец (на полски: Trzeciewiec, [tʂɛˈt͡ɕɛvjɛt͡s]) е село в Куявско-Поморското войводство, северна Полша, част от община Добърч на Бидгошчки окръг. Населението му е около 483 души (2013).
Разположено е на 95 метра надморска височина в Средноевропейскта равнина, на 4 километра от левия бряг на река Висла и на 25 километра североизточно от центъра на град Бидгошч. През 1962 година край селото е изграден ретранслатор с висока 320 метра антена.